# 유실물 보관소
《유실물 보관소》는 대한민국의 음악 그룹인 에피톤 프로젝트의 첫 번째 정규 음반이다.

## 수록곡
1. 유실물 보관소
2. 반짝반짝 빛나는 (Song by 조예진 of 루싸이트 토끼)
3. 한숨이 늘었어 (duet with 이진우)
4. 선인장 (Song by 심규선)
5. 좁은 문
6. 이화동 (duet with 한희정)
7. 해열제 (Song by Sammi)
8. 시간
9. 손편지
10. 서랍을 열다
11. 오늘 (Song by 심규선)
12. 봄의 멜로디
13. 유채꽃